# Радубеж
Ра́дубеж — бывшее село, располагавшееся на границе современных Железногорского и Фатежского районов Курской области. В 1954 году было разделено на несколько деревень и хуторов.
Бывшие части Радубежа, деревни Понизовка, Толстовка, Трубицыно, хутора Основное и Сотникова в настоящее время входят в состав Линецкого сельсовета Железногорского района; хутор Пролетаровка входит в состав Солдатского сельсовета Фатежского района.

## География
Село располагалось по обоим берегам Радубежского ручья, притока Усожи, в 18 км к западу от города Фатеж. В 3 км к северу от Радубежа проходил почтовый тракт из Фатежа в Дмитриев — современная автодорога 38К-038.

## Этимология
Село получило название от ручья, на котором расположено. Топоним «Радубеж» имеет славянское происхождение, но его точное значение не установлено. Лингвисты связывают слово «Радубеж» с именем языческого бога Радегаста (Радогоща); названием племени радимичей; личным именем Радобуд («будящий радость»), сохранившимся в сербохорватском языке.

## История

### XVII—XVIII века

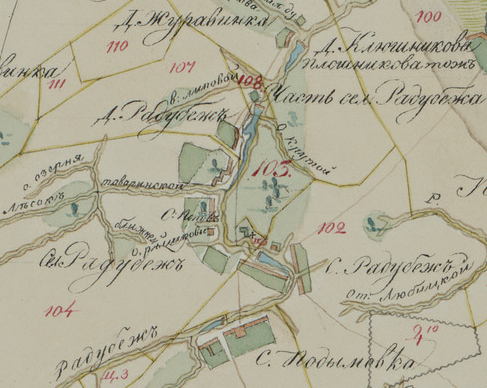
Радубеж на карте 1785 года

Радубеж возник в XVII веке как поселение служилых людей, охранявших южные рубежи Русского государства от набегов ногайцев и крымских татар. Первыми жителями здесь были рейтары, городовые стрельцы, солдаты, переведённые в начале XVIII века в разряд однодворцев. В XVIII—XIX веках однодворцы составляли чуть менее половины населения села. Остальное население составляли крепостные крестьяне, которых с начала XVIII века сюда переселяли помещики, получившие имения в Радубеже.
В 1684 году земли на речке Радубеж в Усожском стане Курского уезда были отказаны (пожалованы) служилым людям Антону и Анисиму Карповичам Карповым и Карпу Кирилловичу Рышкову. В списке служилых людей Курска 1697 года значится городовой из деревни Радубеж Усожского стана Анисим Карпович Карпов. В 1-й ревизии 1719 года среди владельцев села Радубеж значатся однодворцы Карп Кириллович Рышков, а также Иван Антонович Карпов и Кондратий Антонович Карпов — дети первопоселенца Антона Карпова.
В Сборной книге 1701 года Радубеж упоминается ещё как деревня. По данным писцовой книги 1710 года Радубеж — это уже село с деревянным храмом Николая Чудотворца. 
По данным 1-й ревизии 1719 года в Радубеже жили однодворцы Сотниковы (5 дворов), Зиновьевы (4 двора), Карповы, Полянские, Толстые (по 3 двора), Азаренковы (2 двора), Булгаковы, Ефимовы, Ефремовы, Котовы, Матвеевы, Рышковы, Тереховы, Фурсовы, Шкробатовы (по 1 двору) — всего 150 душ мужского пола в 29 дворах. Помимо лично свободных однодворцев здесь жили крепостные полковника Г. Т. Ергольского, князя Я. Ф. Долгорукова, помещиков Андрея Тихоновича Киреева, Якова Ефимовича Подымова, Алексея Петровича Шереметева, Тимофея Меркуловича Алфёрова, Владимира Михайловича Савина. Некоторые из местных однодворцев также владели крепостными. Всего в Радубеже в то время проживало 389 крепостных душ мужского пола. С учётом женского пола общее население села составляло около тысячи человек.
Между 1-й ревизией 1719 года и 2-й ревизией 1745 года Шереметевы перевели своих крестьян из Радубежа в новопоселённые деревни Журавинку и Роговинку.
По данным 2-й ревизии 1745 года, помимо однодворцев, в Радубеже жили крепостные Якова Юрьевича Трубецкого, Г. Т. Ергольского, наследников Я. Ф. Долгорукова, Дарьи Никифоровны Алфёровой, Владимира Михайловича Савина.
По данным 3-й ревизии 1762 года в Радубеже жили однодворцы Полянские, Сотниковы, Толстые (по 7 дворов), Азаренковы (6 дворов), Гневшевы, Зиновьевы, Рышковы, Тереховы (по 2 двора), Алфёровы, Ефремовы, Нельдевы, Чернавины (по 1 двору) — всего 39 дворов однодворцев. Крепостными села в то время владели: вдова майора Ульяна Алексеевна Ергольская, надворный советник Василий Петрович Дурново, прапорщик Василий Петрович Алфёров.
По фамилиям однодворцев и помещиков получили названия некоторые части Радубежа: Подымовка, Сотникова, Толстовка, Трубицыно. 
Южная часть Радубежа, ранее принадлежавшая Я. Е. Подымову, во 2-й половине XVIII века была выделена в сельцо Подымовку.
До 1779 года село входило в состав Усожского стана Курского уезда. В 1779—1924 годах в составе Фатежского уезда Курской губернии.

### XIX — начало XX века

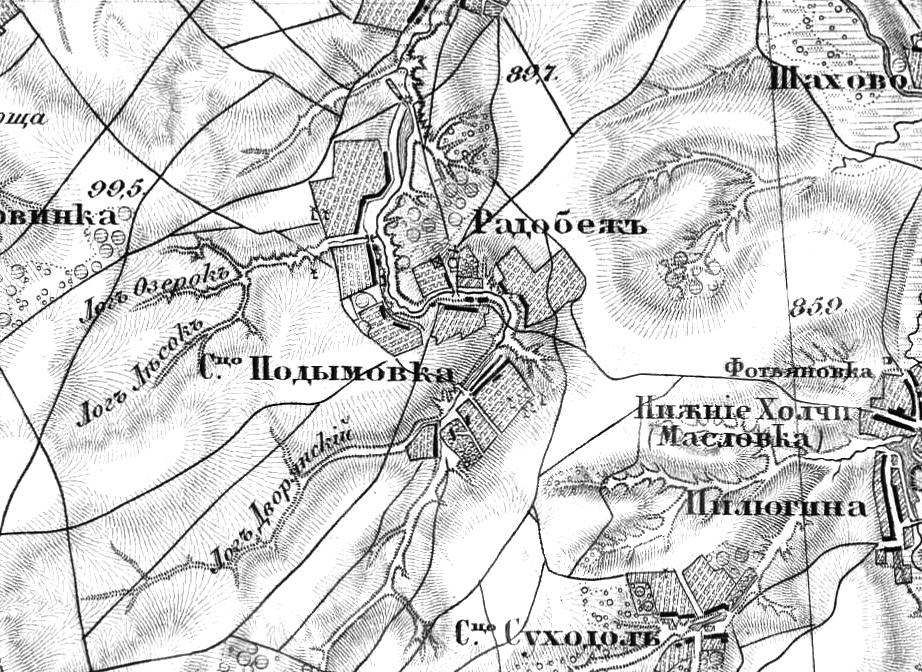
Радубеж и окрестные селения на карте 1869 года

По данным 6-й ревизии 1813 года крестьянами села владели: капитан Дмитрий Аввакумович Алфёров (2 души мужского пола), малолетние Василий Тимофеевич и Авдотья Тимофеевна Алфёровы (3 д.м.п.), капитанская дочь Татьяна Степановна Волжина (6 д.м.п.), дети умершего майора Ивана Дегая — Павел и Екатерина (61 д.м.п. в Радубеже и Линце), малолетние дворяне Григорий и Дмитрий Филипповичи Карташовы (10 д.м.п.), прапорщица Мария Ивановна Сотникова (38 д.м.п.), девица Любовь Петровна Цурикова (11 д.м.п.), гвардии капитан-поручица Елена Васильевна Шереметьева (577 д.м.п.). 
В 1-й трети XIX века часть радубежских крестьян принадлежала печально известной «Курской Салтычихе» О. К. Брискорн. В 1820-е годы она перевела часть своих крестьян из Радубежа в Екатеринославскую губернию. В 1836 году Брискорн умерла и её владения в Радубеже перешли к её сыну П. А. Струкову.
По данным 7-й ревизии 1816 года в Радубеже жили однодворцы Азаренковы (9 дворов), Толстые (7 дворов), Полянские (5 дворов), Тереховы (4 двора), Зиновьевы, Сотниковы (по 3 двора), Гневшевы (2 двора), Алфёровы, Ефремовы, Игины, Кривошеевы, Лукьянчиковы, Рышковы, Трифоновы, Чернавины (по 1 двору) — всего 326 человек (153 мужчины и 173 женщины) в 41 дворе.
В 7—10 ревизиях отдельно от Радубежа записана деревня Толстовка.
По данным 8-й ревизии 1834 года в Радубеже жили однодворцы Азаренковы (10 дворов), Толстые (6 дворов), Полянские (5 дворов), Зиновьевы, Тереховы (по 3 двора), Сотниковы (2 двора), Гневшевы, Ефремовы, Игины, Кривошеевы, Рышковы, Чернавины (по 1 двору) — всего 306 человек (147 мужчин и 159 женщин) в 35 дворах. В то время местные однодворцы входили в подчинение Шаховской казённой волости. В это же время в селе жили крепостные крестьяне О. К. Брискорн: 308 человек (148 мужчин и 160 женщин) в 37 дворах.
По данным 9-й ревизии 1850 года в Радубеже жили однодворцы Азаренковы (8 дворов), Полянские, Толстые (по 6 дворов), Зиновьевы, Тереховы (по 3 двора), Сотниковы (2 двора), Гневшевы, Ефремовы, Игины, Кривошеевы, Ненашевы, Рышковы, Самодуровы (по 1 двору) — всего 392 человека (182 мужчины и 210 женщин) в 35 дворах. Крепостными крестьянами села в это же время  владел генерал-майор П. А. Струков (87 душ мужского пола), жена титулярного советника Наталья Синицына (18 д.м.п.), малолетние Александр и Константин Звягинцевы (17 д.м.п.), жена губернского секретаря Марья Кошурова (9 д.м.п.), жена подпоручика Авдотья Малькевич (33 д.м.п.), Анна Дегай с сёстрами (53 д.м.п.). 
По данным 9 и 10 ревизий однодворцы Радубежа входили в подчинение Нижнереутской казённой волости. 
По данным 10-й ревизии 1858 года в Радубеже жили однодворцы (государственные крестьяне) Азаренковы (7 дворов), Полянские, Толстые (по 6 дворов), Зиновьевы, Тереховы (по 3 двора), Гневшевы, Ефремовы, Игины, Кривошеевы, Ненашевы, Рышковы, Самодуровы, Сотниковы (по 1 двору) — всего 376 человек (174 мужчины и 202 женщины) в 33 дворах. Остальное население села (около 450 человек) составляли крепостные крестьяне и дворовые люди помещиков.
В 1861—1924 годах Радубеж входил в состав Дмитриевской волости Фатежского уезда.
В 1862 году в селе было 60 дворов, проживало 830 человек (405 мужского пола, 425 женского), действовал православный храм Николая Чудотворца и мельница. В 1877 году в Радубеже было 97 дворов, проживало 797 человек. К этому времени в селе была открыта школа. По данным земской переписи 1883 года в Радубеже было 15 дворов Азаренковых, 12 дворов Толстых, 11 дворов Зиновьевых, 11 дворов Полянских, 8 дворов Тереховых (указаны дворы бывших однодворцев). В то время Радубеж состоял из 4-х общин. 
По сведениям 1895 года в селе действовала винная лавка, принадлежавшая крестьянину Андрею Стефановичу Воробьёву, и мелочная лавка, принадлежавшая крестьянке Матрёне Петровне Воробьёвой.
В 1897 году в селе Радубеж, включая деревни Понизовку, Сотникову и Толстовку, проживало 976 человек (468 мужского пола и 508 женского); всё население исповедовало православие.
В 1900 году в селе проживал 1241 человек (625 мужского пола и 621 женского), а в 1905 году — 1269 (633 мужского пола и 636 женского). В конце XIX — начале XX века огромной сельскохозяйственной экономией в Радубеже и соседнем Линце владел генерал А. П. Струков. Многие крестьяне из Радубежа и соседних селений арендовали у Струкова землю.
В 1911 году в Радубеже было 132 двора. Наиболее распространёнными фамилиями в селе в то время были Толстые (19 дворов), Азаренковы, Оленченковы (по 10 дворов), Голубковы, Полянские (по 9 дворов), Гладких, Игины, Крюковы (по 8 дворов), Зиновьевы (7 дворов), Минченковы (6 дворов), Ефремовы (5 дворов), Ячменьковы (4 двора).

### Советское время
Советская власть была установлена в Радубеже в 1918 году. Тогда же был создан Радубежский сельсовет. Во время Гражданской войны, с 24 сентября по 14 ноября 1919 года, село находилось на территории, подконтрольной Добровольческой армии А. И. Деникина. В 1924 году Дмитриевская волость и Фатежский уезд были упразднены, Радубеж вошёл в состав Алисовской волости Курского уезда. С 1928 года в составе Фатежского района.
В 1920-е — 1930-е годы в Радубеже действовало отделение Линецкого совхоза, созданного на базе бывшего имения генерала Струкова. В 1930 году в селе был создан колхоз «Красный Путиловец». За несколько лет в него вступило большинство жителей Радубежского сельсовета. В 1934 году из «Красного Путиловца» были выделены ещё 3 колхоза: имени Кагановича (часть села Радубеж), «Путь Ильича» (д. Журавинка) и «Сталинский Путь» (д. Подымовка и х. Пролетаровка). В 1937 году в Радубеже было 320 дворов.
Во время Великой Отечественной войны, с середины октября 1941 года по 11 февраля 1943 года, село находилось в зоне немецко-фашистской оккупации. После освобождения, с 19 июля по 19 августа 1943 года, в 2 км к востоку от Радубежа, рядом с урочищем Любки находился военный аэродром 721-го истребительного полка. В 1986 году на месте бывшего аэродрома комсомольцы Курского трикотажного комбината установили памятник летчикам. Летом 2018 года, к 75-летию Курской битвы, на этом месте был установлен новый памятник.
В октябре 1950 года произошло укрупнение колхозов Радубежского сельсовета: «Красный Путиловец» был присоединён к колхозу «Сталинский путь», колхоз имени Кагановича — к колхозу имени Ильича.
В 1954 году был упразднён Радубежский сельсовет путём присоединения к Нижнехалчанскому сельсовету. Примерно в это же время село Радубеж было разделено на деревни Трубицыно, Толстовка, Понизовка и хутора Основное, Сотникова и Пролетаровка. В справочнике по административно-территориальному делению Курской области 1955 года села Радубеж уже нет, вместо него числятся вышеуказанные деревни и хутора в составе Нижнехалчанского сельсовета. Название «Радубеж» по-прежнему используется местными жителями для обозначения населённых пунктов, ранее входивших в состав села.

## Храм Николая Чудотворца
Православный храм, освящённый в честь Николая Чудотворца, появился в Радубеже между 1701 и 1710 годами. Здание церкви было деревянным и несколько раз перестраивалось, но так и не было заменено на каменное. Последняя реконструкция была проведена в 1874—1878 годах на средства прихожан. Церковь располагалась на высоком правом берегу Радубежского ручья недалеко от кладбища и территории бывшей школы. Приход Николаевского храма состоял из села Радубеж и деревень Журавинка и Подымовка. В 1915 году в этих трёх селениях насчитывалось 1705 прихожан. В то время в распоряжении церкви имелось 10 десятин усадебной и 40 десятин пахотной земли. В церковное хозяйство входили деревянный храм с колокольней, дома священника и псаломщика, церковная сторожка.
С середины XIX века причт храма состоял из священника и дьякона. Затем должность дьякона была упразднена, и его обязанности выполнял псаломщик. Из священников радубежской церкви можно особо выделить Василия Емельяновича Махова (1796—1864), служившего здесь в 1842—1849 годах. Василий Махов в качестве священника походной церкви совершил в 1853—1855 годах кругосветное путешествие на фрегате «Диана», а в 1858 году был назначен настоятелем церкви при российском консульстве в город Хакодате в Японии. Смена климата подорвала здоровье пожилого священника и в 1860 году он вернулся в Россию. Последние годы жизни Василий Махов провёл в Радубеже, где и умер. Похоронен 2 апреля 1864 года при радубежском храме Николая Чудотворца. В 1867 года были изданы «Путевые заметки протоиерея Махова», описывающие кругосветное путешествия отца Василия.
В храме находилось до 85 икон, среди которых образы «Успение Божьей Матери» в ризе из каменьев и «Воскресение Христово», принесённые из Иерусалима, художественные образы на полотне апостола Андрея Первозванного и Господа Саваофа, металлические и атласные хоругви и другие.
Решением Курского облисполкома от 15 октября 1935 года церковь был закрыта, а её здание переоборудовано под школу. В 1961 году здание бывшей церкви разобрали, материалы использовали для строительства новой школы, возведённой неподалёку. В настоящее время на месте церкви находится пустырь.
Священники Николаевского храма
- Захар Пантелеймонович Бурцов (1794)
- Василий Борисович Бурцов (1816)
- Иоанн Тимофеевич Волков (1831—1842)
- Василий Емельянович Махов (1842—1849) — совершил кругосветное путешествие на фрегате «Диана»[26].
- Василий Александрович Лебедев (1849—1872) — зять В. Е. Махова. В 1872 году переведён в село Конышёвка Льговского уезда.
- Платон Фёдорович Попов (1872—1878) — переведён из села Дроновка Рыльского уезда. В 1878 году за 35 лет усердной службы Платону Попову была назначена пенсия. Умер 14 января 1884 года в возрасте 70 лет от «слёглой болезни».
- Михаил Кузьмич Козлов (1878—1892) — в 1882 году избран членом благочиннического совета, в 1885 году утверждён законоучителем Радубежского земского училища. В 1881 году в журнале «Курские епархиальные ведомости» была напечатана его статья на богословскую тему под названием «Слово в день Святой Пасхи». В 1891 году назначен благочинным 2-го округа Фатежского уезда. Умер 24 февраля 1892 года в возрасте 41 года от чахотки.
- Павел Филиппович Андриевский (1892—1906) — переведён из храма Николая Чудотворца села Ольшанец. В 1905 году был парализован. Умер в 1906 году.
- Гавриил Васильевич Кремпольский (1906 — март 1919) — переведён из Казанского храма села Верхние Халчи. Умер в марте 1919 года. Отец Г. В. Кремпольского — Василий Иванович в 1860—1873 годах служил дьяконом в храме Архангела Михаила села Линец.
- Александр Карасёв (1919 — после 1923) — переведён из села Тазово Курского уезда. В 1923 году вместе с церковным старостой Давидом Полянским составил подробное описание Николаевской церкви.

## Население
| Годы      | 1862 | 1877 | 1883 | 1897 | 1900 | 1905 |
| --------- | ---- | ---- | ---- | ---- | ---- | ---- |
| Население | 830  | 797  | 894  | 976  | 1241 | 1269 |

## Исторические фамилии
Среди однодворцев Радубежа наиболее распространёнными фамилиями были: Азаренковы, Ефремовы, Зиновьевы, Игины, Полянские, Сотниковы, Тереховы, Толстые (Толстых).
Среди помещичьих крестьян Радубежа были распространены фамилии: Булоховы, Гладкие (Гладких), Голубковы, Крюковы, Минченковы, Обоянцевы, Оленченковы, Рябых и другие.

## Образование
Школа в Радубеже действовала со второй половины XIX века. В разное время она называлась церковно-приходской, земской, народным училищем. До Октябрьской революции в ней преподавали в основном священнослужители. После гражданской войны 1918—1920 годов в Радубеже работала школа 1-й ступени (начальная). В 1935—1961 годах школа располагалась в здании бывшей Николаевской церкви. Перед Великой Отечественной войной она называлась Школа колхозной молодежи, затем семилетней школой. В последующие годы Радубежская школа была восьмилетней, затем — основной. Полное среднее образование её выпускники получали чаще всего в Линецкой средней школе. В 1961 году здание школы начало разрушаться, в связи с этим было построено новое здание школы, сохранившееся до сих пор. В начале 1960-х годов здесь учились более 130 учеников. В 1980-е годы школа носила имя своего ученика — Героя Советского Союза И. П. Андрюхина. Директорами школы в разное время были: Варвара Петровна Головина-Панова (?—1941),  Василий Андреевич Шкребо (1949—1951), Г. А. Быканов, Алевтина Сергеевна Кузнецова и другие. Последним директором была Людмила Ивановна Крюкова. В 2009 году школа была закрыта.